# Baicaloides ovalis
Baicaloides ovalis är en nattsländeart som först beskrevs av Martynov 1914.  Baicaloides ovalis ingår i släktet Baicaloides och familjen Apataniidae. Inga underarter finns listade i Catalogue of Life.